# Kyphocotis nigrescens
Kyphocotis nigrescens är en insektsart som beskrevs av William Lucas Distant 1907. Kyphocotis nigrescens ingår i släktet Kyphocotis och familjen dvärgstritar. Inga underarter finns listade i Catalogue of Life.